# Russenbladvlo
De russenbladvlo (Livia junci) is een insect dat behoort tot de superfamilie bladvlooien (Psylloidea) en de familie Liviidae.

## Naam en indeling
De wetenschappelijke naam van de soort werd voorgesteld door Pierre André Latreille in 1798 als Psylla juncorum. In 1802 benoemde Latreille het geslacht Livia, waardoor de naam Livia juncorum ontstond en onder deze naam is de bladvlo in veel literatuur bekend. Later werd de naam echter gesynonymiseerd met Livia junci, omdat deze al eerder werd beschreven door Franz Paula von Schrank in 1789.

## Uiterlijke kenmerken
De lichaamslengte loopt uiteen van ongeveer drie tot 3,5 millimeter. De lichaamskleur is bruin, de vleugels zijn half doorzichtig maar hebben een geelbruine kleur. De kop is voorzien van vele kleine rode vlekjes. De voorzijde van de voorvleugel heeft donkere vlekken waaraan de soort te onderscheiden is van de gelijkende soort Livia crefeldensis. De eerste twee antenneleden zijn verdikt, het uiteinde van de antenne heeft een lichtere kleur maar de antennepunt is juist heel donker. De voorzijde van de kop is aan de bovenzijde voorzien van een uit-stekende rand, maar kegelvormige structuren, die bij andere soorten wel voorkomen, ontbreken.

## Verspreiding en habitat
De russenbladvlo heeft een groot verspreidingsgebied in Europa en komt voor tot in delen van Azië en het Midden-Oosten. In Nederland komt de russenbladvlo algemeen voor. De habitat bestaat uit vochtige gebieden waar de waardplanten voorkomen.

## Levenswijze
De russenbladvlo is monofaag; zowel de volwassen insecten als de nimfen leven uitsluitend op planten uit de russenfamilie (Juncaceae) en meer specifiek op het geslacht rus (Juncus). Voornamelijk kleinere soorten hebben de voorkeur en de knolrus (Juncus bulbosus) is in Nederland de belangrijkste waardplant.
Zowel de de volwassen dieren als de nimfen zuigen plantensappen. De vrouwtjes zetten eieren af in de waardplant waarna de nimf zich in de stengel boort bij het bloemhoofd. Hier ontstaat vervolgens een karakteristieke, franje-achtige gal. De gal dient om de nimf te beschermen tegen uitdroging en vijanden. Een belangrijke vijand is de galmuggensoort Lestodiplosis liviae, die de nimfen in de gal opspoort en doodt. Daarnaast vallen de nimfen ten prooi aan de kleinvlekplatbek (Trichopsomyia flavitarsis), dit is een zweefvlieg die haar eieren afzet in de gallen van de russenbladvlo.
De nimf kent vijf stadia die de instars worden genoemd, waarbij het laatste stadium verpopt. De volwassen dieren zijn van juli tot mei in het volgende jaar te zien en overwinteren als imago. In noordelijk Europa komt een enkele generatie per jaar voor (univoltien) maar in zuidelijke streken kunnen zich tot twee generaties ontwikkelen.
De russenbladvlo komt voor op de volgende waardplanten:
| Naam                                 | Afbeelding | Naam                                | Afbeelding |
| ------------------------------------ | ---------- | ----------------------------------- | ---------- |
| Veldrus (Juncus acutiflorus)         |            | Alpenrus (Juncus alpinoarticulatus) |            |
| Juncus anceps                        |            | Zomprus (Juncus articulatus)        |            |
| Juncus atratus                       | Geen       | Greppelrus (Juncus bufonius)        |            |
| Knolrus (Juncus bulbosus)            |            | Koprus (Juncus capitatus)           |            |
| Biezenknoppen (Juncus conglomeratus) |            | Pitrus (Juncus effusus)             |            |
| Zilte rus (Juncus gerardi)           |            | Zeegroene rus (Juncus inflexus)     |            |
| Juncus jacquinii                     |            | Paddenrus (Juncus subnodulosus)     |            |